# 台中市公車223路
台中市公車223路目前自豐原行駛到公老坪頂，主要行駛於水源路，本路線與黃1行駛路徑完全相同。

## 歷史
- 2012年7月1日：移撥為臺中市公車，原為公路客運6644。
- 2015年11月9日：「王爺廟」更名為「水源豐原大道口」。
- 2017年3月26日：配合豐原區「向陽路地下道填平工程」道路管制禁止通行，2017年3月26日至2017年8月31日止改道為「豐原－三民路－源豐路－中正路－三豐路－圓環北路－豐勢路－豐陽路－向陽路」，改道後行經之既有站位皆停靠。[2]
- 2017年3月31日：「水源地」更名為「水源地（豐原漆藝館）」。
- 2019年1月11日：「叉路口」更名為「叉路口（水源路）」。
- 2019年10月1日：調整部分班次發車時刻。
- 2019年11月11日：調整部分班次發車時刻。
- 2024年6月10日：調整發車時刻。[3]

## 路線基本資料
全程行車時間約35分鐘，全程行車里程數約10.9公里。往公老坪頂32站，往豐原31站。
自豐原起，經豐原區三民路、源豐路、中正路、向陽路、惠陽街、南陽路、自強南街、陽明街、圓環東路（僅行經）、安康路、永康路、南陽路、豐東路、水源路行駛到公老坪頂。

### 停站
- 參見右側路線圖。[4]

### 時刻表
- 時刻表僅供參考，請以豐原客運網站公告為準。
- 時刻表更新時間為2025年4月18日。

| 台中市公車223路平/假日時刻列表 | 台中市公車223路平/假日時刻列表 | 台中市公車223路平/假日時刻列表 | 台中市公車223路平/假日時刻列表 |
| ------------------------------ | ------------------------------ | ------------------------------ | ------------------------------ |
| 豐原開時刻                     | 豐原開備註                     | 公老坪頂開時刻                 | 公老坪頂開備註                 |
| 05:55                          | -                              | 06:30                          | -                              |
| 07:45                          | -                              | 08:20                          | -                              |
| 11:10                          | -                              | 11:50                          | -                              |
| 16:20                          | -                              | 15:25                          | -                              |
| 17:45                          | -                              | 18:30                          | -                              |

### 收費
- 依里程計費；臺中市民刷電子票證享10公里免費。